# Loxophlebia picta
Loxophlebia picta är en fjärilsart som beskrevs av Walker 1854. Loxophlebia picta ingår i släktet Loxophlebia och familjen björnspinnare. Inga underarter finns listade i Catalogue of Life.